# White-Dome-Geysir
Koordinaten: 44° 32′ 22″ N, 110° 48′ 10″ W

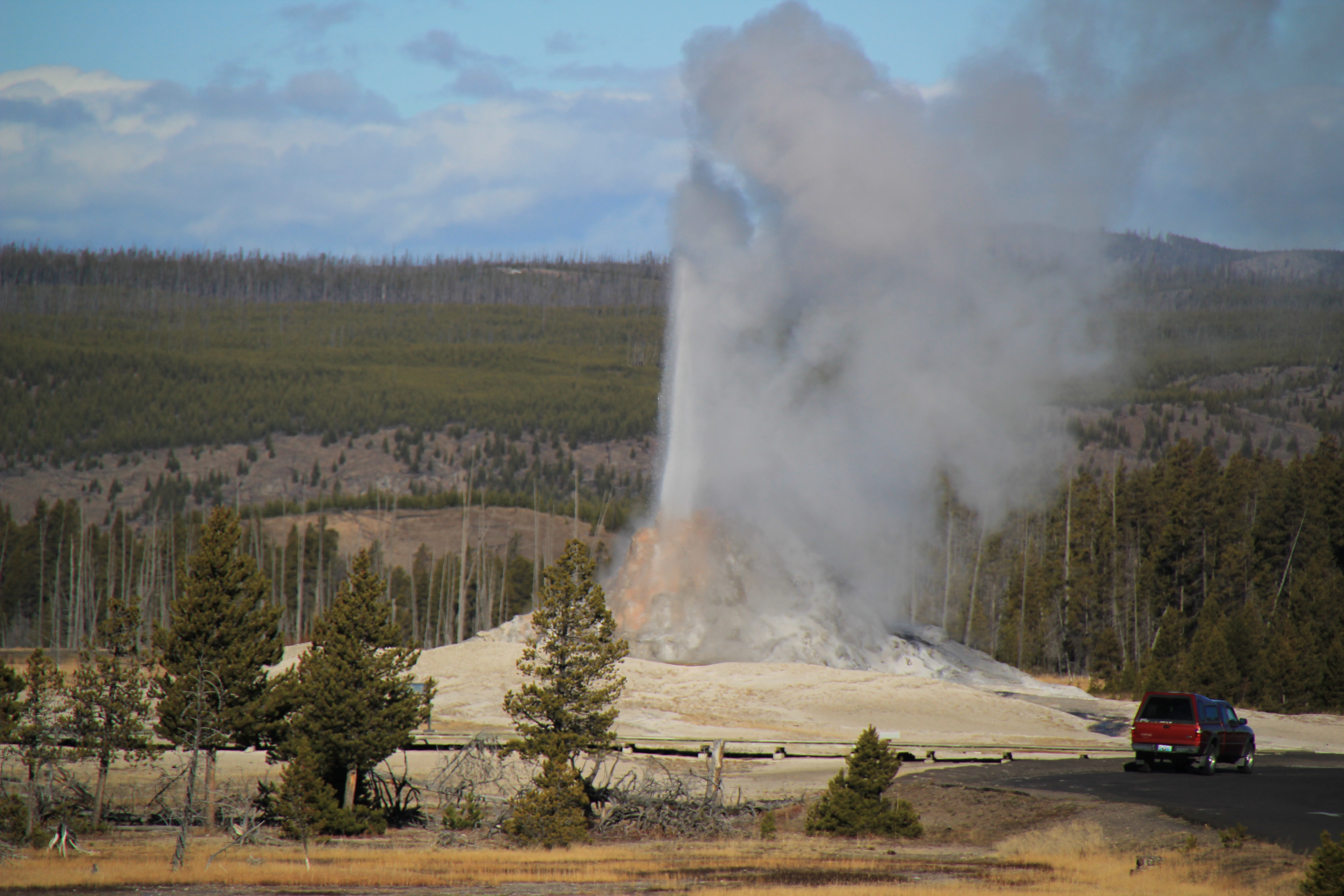
Eruption des White Dome Geyser im Yellowstone-Nationalpark

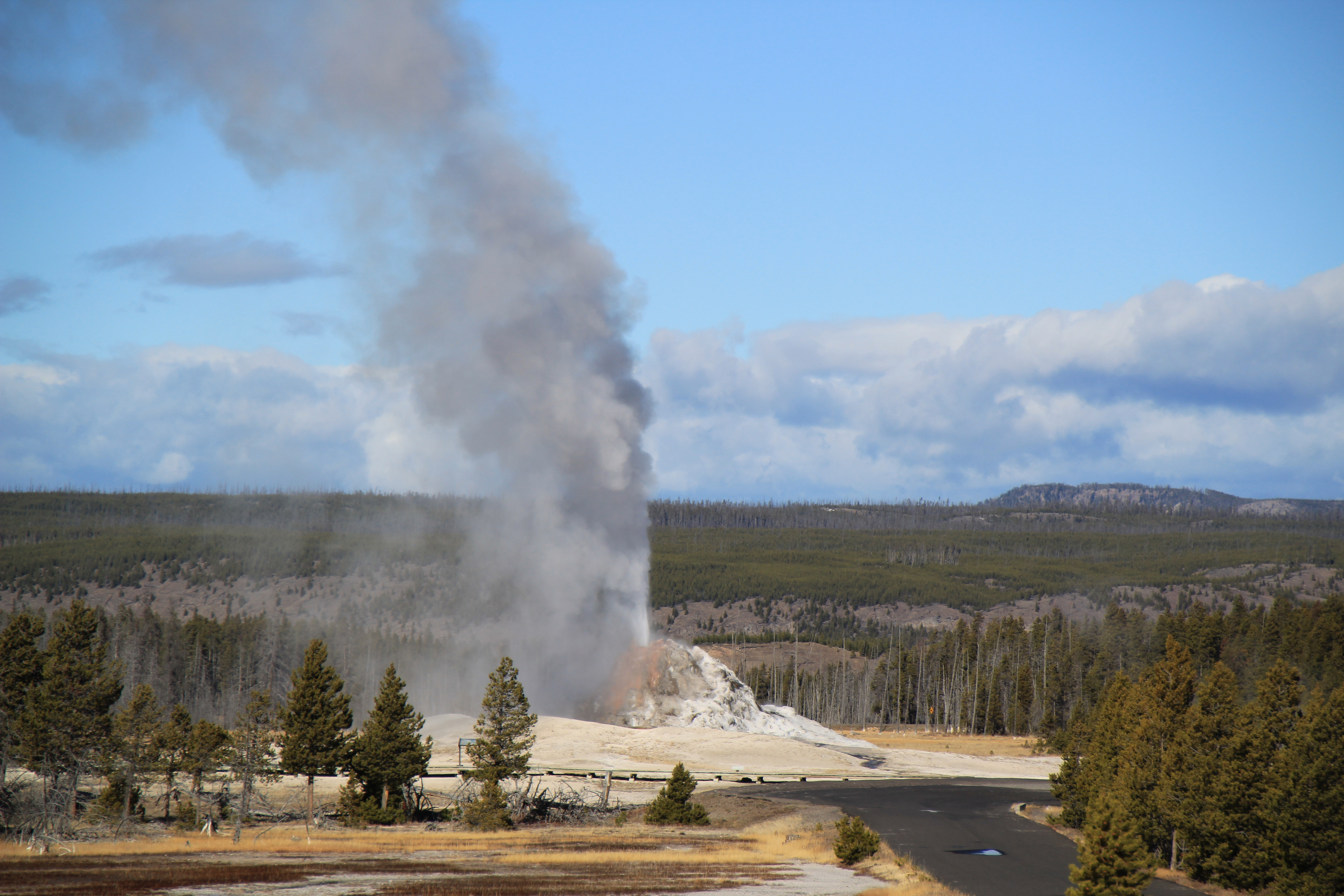
Eruption des White Dome Geyser im Yellowstone-Nationalpark

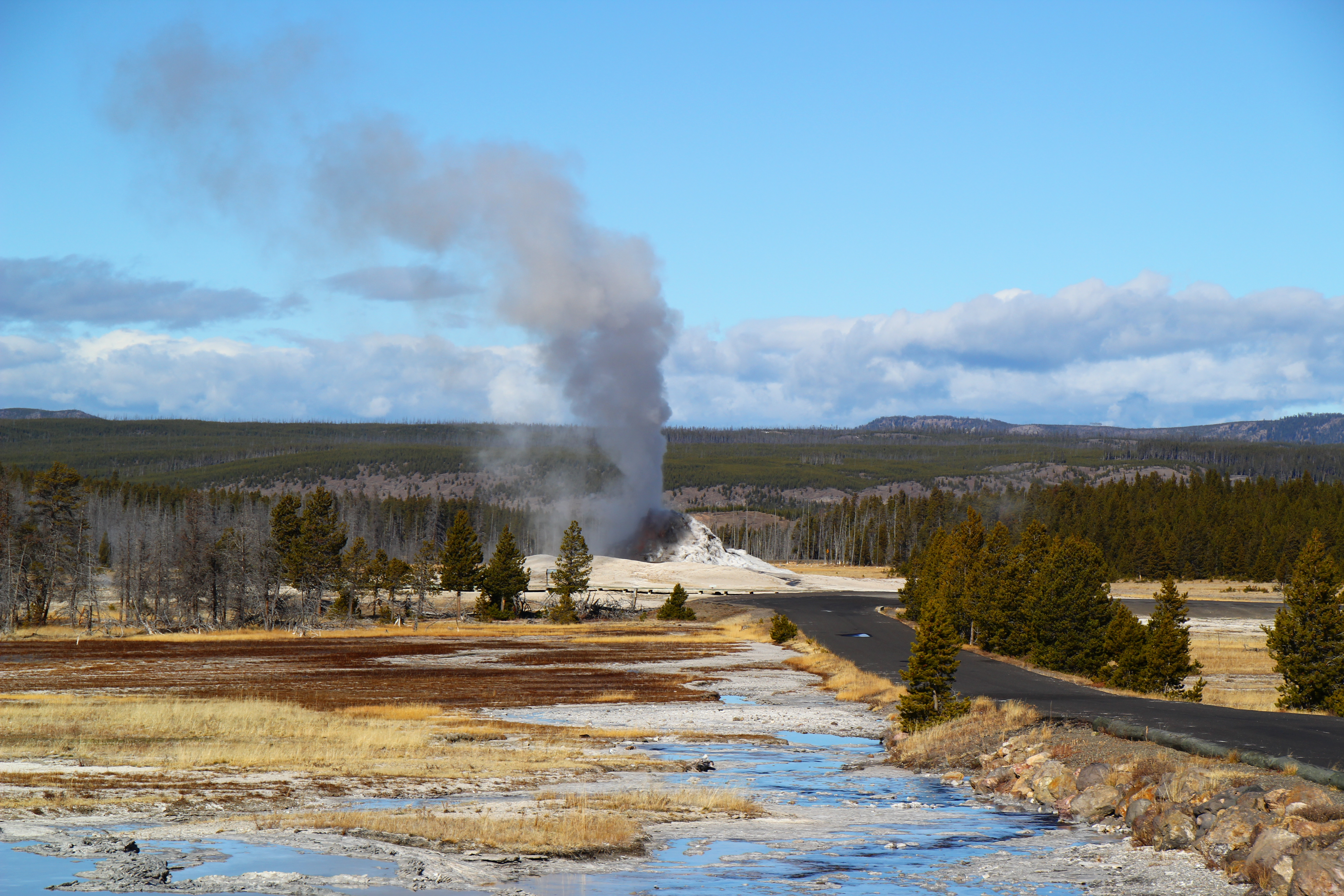
Dampfphase im Anschluss an die Eruption

Der White-Dome-Geysir ist ein Geysir im Unteren Geysir-Becken im Yellowstone-Nationalpark im US-Bundesstaat Wyoming.
Da er sich in unmittelbarer Nähe zum Great-Fountain-Geysir am Firehole Lake Drive befindet, wird er von vielen Touristen gesehen, die auf die Eruption des
Great-Fountain-Geysirs warten.

## Beschreibung
Der Geysir hat einen kegelförmigen Austrittspunkt von ca. 4 m Höhe und ist damit einer der höchsten im gesamten Park. Der Kegel besteht aus Geysirit, welches im Wasser des Geysirs gelöst ist und sich im Lauf der Jahrhunderte um die Austrittsöffnung abgelagert hat. Geysirit wird im täglichen Sprachgebrauch auch als Sinter bezeichnet.
Obwohl der Geysir in Eruptionshöhe und Intensität vom nahen Great-Fountain-Geysir um ein Vielfaches übertroffen wird, ist er dennoch ein bedeutender. So hatte beispielsweise die Old Yellowstone Library and Museum Association, die nun als Yellowstone Association auftritt, den White Dome-Geysir lange Jahre in ihr Logo integriert.
Das thermophile Bakterium Thermus aquaticus, das auch im Wasser des White-Dome-Geysirs vorkommt, wurde erstmals 1969 von Forschern der Indiana University aus dem Wasser des Mushroom Pool extrahiert. Dieser ist eine nicht eruptive heiße Quelle unweit des White-Dome-Geysirs.
White Dome ist der größte Geysir in der White Dome Group, der entlang des Firehole Lake Drive mindestens sechs weitere Geysire und einige nicht eruptive heiße Quellen angehören. Sein Abfluss ist über Straßengräben mit dem White Creek und dem Tangled Creek, zwei Zuflüssen des Firehole River, verbunden.

## Eruptionsverhalten
Die Eruptionen des White-Dome-Geysirs sind schlecht bis gar nicht vorhersagbar, es sind Intervalle von 15 Minuten bis 3 Stunden bekannt. Gewöhnlich ist jedoch alle 20 bis 35 Minuten mit einer Eruption zu rechnen. Eine typische Eruption dauert 2 bis 3 Minuten und erreicht Höhen von bis zu 10 m am Anfang der Eruption. Wie für einen kegelförmigen Geysir üblich, beginnt und endet eine Eruption mit einer kurzen Dampfphase gemischt mit Wasserausstößen.